# Paul Strand
Paul Strand (16 d'octubre de 1890 - 31 de març de 1976) va ser un fotògraf i cineasta nord-americà que, conjuntament amb fotògrafs associats a l'estètica de la modernitat com Alfred Stieglitz i Edward Weston, va contribuir a l'establiment de la fotografia com a forma artística diferenciada i específica del segle xx. El 1936, va col.laborar en la fundació de la Photo League, una cooperativa de fotògrafs vinculats pels comuns interessos d'ordre social i creatiu. La seva obra, de temàtica molt diversa, abasta sis dècades, i va dur-la a terme en nombrosos països d'Amèrica, Europa i Àfrica.

## Orígens
Paul Strand és el nom amb que és conegut Nathaniel Paul Stransky, que va néixer el 16 d'octubre de 1890 a Nova York; la seva família, d'origen jueu, procedien de Bohèmia; el seu pare, Jacob Stransky, era comerciant, i la seva mare es deia Matilda Arnstein. Quan Paul tenia 12 anys, el seu pare li va regalar la seva primera càmera fotogràfica, una Brownie.

## Carrera

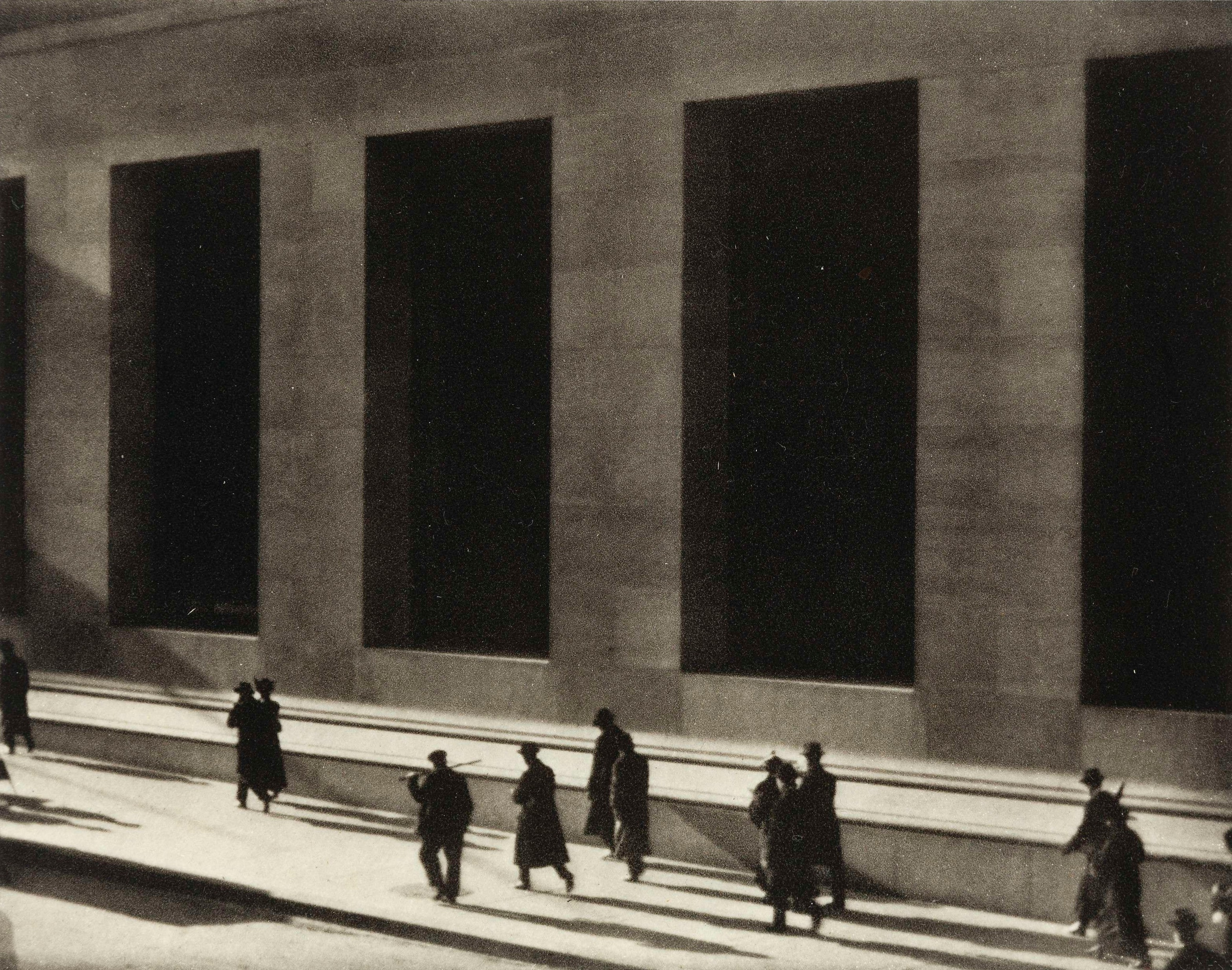
Wall Street (1915)

Paul Strand inicià la seva carrera com a fotograf als18 anys, quan freqüentava com a alumne l'Ethical Culture Fieldston School, on va tenir com a professor el reconegut fotògraf documental Lewis Hine. Va ser durant una sortida escolar que Strand va visitar per primera vegada la Galeria 291, gestionada per Stieglitz i Edward Steichen. En successives visites va tenir l'oportunitat de familiaritzar-se amb les obres de fotògrafs i pintors adscrits a l'estètica de la modernitat, que el decidiren a prendre's seriosament la seva afició a la fotografia. Quan Strand començava a despuntar com a fotògraf, el mateix Stieglitz va promocionar-ne l'obra a la mateixa Galeria 291, però també en la revista Camera Work, que dirigia. En alguns d'aquests primers treballs, com en la famosa fotografia titulada Wall Street, va experimentar amb abstraccions formals, que van tenir amb posterioritat una gran influència en pintors com Edward Hopper, evidenciada en la seva singular visió dels paisatges urbans. Altres obres de Strand posen de manifest el seu interès creixent per utilitzar la càmera com a eina de denúncia social. Per tal de poder copsar la realitat sense mediatitzacions sovint utilitzava una càmera rèflex, de manera que els subjectes no s'adonaven que eren fotografiats. Contemporàniament ha estat criticat per aquesta manera de procedir

### LaPhoto League
Strand va ser un dels fundadors de la Photo League, una associació de fotògrafs que propugnava la utilització de la fotografia com a instrument per a la promoció de causes politico-socials. Strand i Elizabeth McCausland van ser membres molt actius de l'organització, donant-li una orientació ideològica clarament esquerrana, molt pròxima al marxisme. Altres fotògrafs, com Ansel Adams i Nancy Newhall van contribuir sovint en la publicació portant-veu, Photo News, òrgan de difusió de l'obra i les idees del grup.

### Fotografia i cinema
Durant les dècades dels anys vint fins a final dels trenta, Strand va dedicar-se tant a fer cinema com a la fotografia. La seva primera incursió en el cinema va ser Manhatta ( 1921 ), també coneguda com a Nova York the Magnificent, una pel·lícula muda que mostra el dia a dia de la ciutat de Nova York, on va compartir autoria amb el pintor i fotògraf Charles Sheeler. Manhatta inclou una pla fix molt semblant a la famosa fotografia Wall Street (1915), una de les obres primerenques de Strand. Entre 1932 i 1935, va viure a Mèxic i va treballar en la realització de Redes (1936), una pel·lícula encarregada pel govern mexicà, que va ser estrenada als EUA com a The Wave . Altres pel·lícules en les quals va participar van ser els documentals The Plough That Broke the Plains (1936) i Native Land (1942), aquest darrer un al·legat a favor de la sindicació, d'orientació clarament antifeixista.

### Relacions amb el comunisme
El desembre de 1947, la Photo League va aparèixer a la Attorney General's List of Subversive Organizations (Llista de la Fiscalia General de les Organitzacions Subversives).
El 17 de gener de 1949, Strand va signar un document en suport dels líders del Partit Comunista nord-americà, subscrit també per nombrosos artistes i intel·lectuals d'esquerra del país com Lester Cole, Martha Dodd, WEB Dubois, Henry Pratt Fairchild, Howard Fast, Shirley Graham, Robert Gwathmey, EY Harburg, Joseph H. Levy, Albert Maltz, Philip Morrison, Clarence Parker, Muriel Rukeyser, Alfred K. Stern i Max Weber, entre d'altres.

### Els anys a Europa
Sentint-se estalonat pel creixent anticomunisme maccarthista, el juny de 1949 Strand va marxar dels Estats Units per presentar Native Land al Festival Internacional de Cinema de Karlovy Vary a Txecoslovàquia. Un cop a Europa, va fincar-se a Orgeval, petita població prop de París, on hi va viure 27 anys, sense aprendre però mai l'idioma del país. Hi va mantenir una vida professionalment molt activa i hi va desplegar una gran creativitat artística, sempre assistit per la seva tercera dona, la fotògrafa Hazel Kingsbury.
En aquest darrer període, Strand va abandonar les incursions en el cinema per a retornar a la fotografia, activitat on va produir algunes de les seves obres més significatives publicades en forma de sis llibres monogràfics sobre diversos indrets del món: Time in New England (1950), La France de Profil. (1952), Un Paese (amb fotografies de Luzzara i la vall del riu Po a Itàlia, Einaudi, 1955), Tir a'Mhurain/Outer Hebrides (1962), Living Egypt (1969, en col·laboració amb James Aldridge) i Ghana: An African Portrait (1976, amb comentaris de Basil Davidson).
El 1984 Strand va ser incorporat pòstumament a l'International Photography Hall of Fame and Museum, a St. Louis, Missouri.

## Vida personal

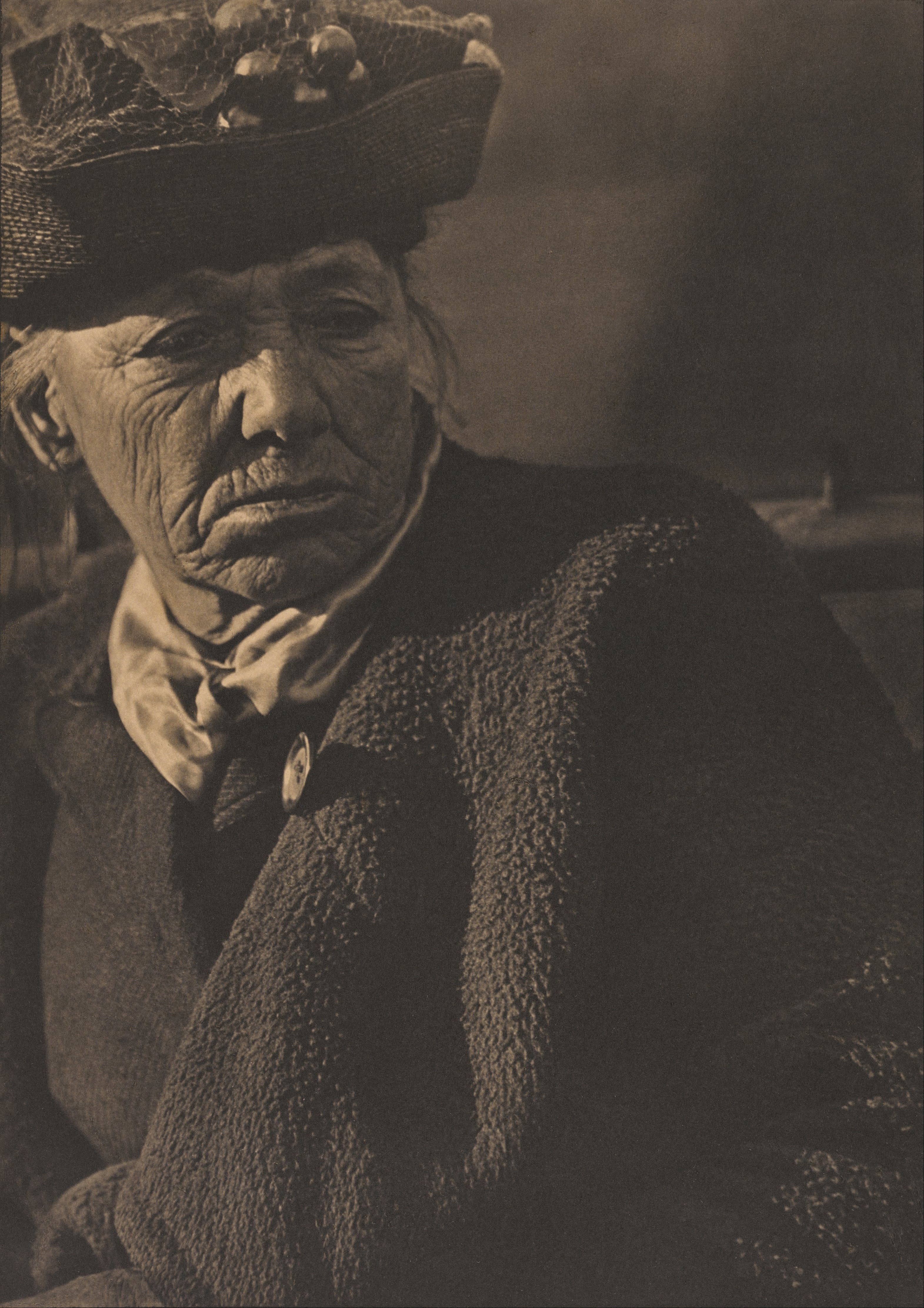
Retrat, Washington Square Park (1917)

La primera muller de Strand va ser la pintora Rebecca Salsbury amb qui es va casar el 21 de gener de 1922. La fotografiava amb freqüència, de vegades en primers plans, molt retallats, i en posicions inusualment íntimes. Se'n va divorciar l'any 1933, en conèixer Virginia Stevens, amb qui es va casar l'any 1936. Després de divorciar-se'n, l'any 1950, es va casar amb Hazel Kingsbury, el 1951, amb qui va viure fins a la seva mort, el 1976.
El moment en què Strand decideix de romandre a França coincideix amb el primer judici per difamació contra el seu amic Alger Hiss, amb qui va mantenir correspondència fins a la seva mort. Encara que mai va ser oficialment membre del Partit Comunista, molts dels col·laboradors de Strand si que ho eren (James Aldridge; Cesare Zavattini ) o bé eren activistes d'esquerres molt destacats (Basil Davidson). Molts dels seus amics també eren comunistes o se sospitava que ho eren (el director de cinema Joseph Losey; el poeta escocès Hugh MacDiarmid; o l'actor Alex McCrindle). Strand també va estar estretament vinculat amb Frontier Films, una de les més de 20 organitzacions que van ser titllades de "subversives" i "antiamericanes" pel fiscal general dels Estats Units. En ocasió d'una entrevista, Strand va ser preguntat del per què de fincar-se a França, i hi va respondre assenyalant que a Amèrica, en el moment que decidí marxar-ne, "el maccarthisme estava esdevenint prevalent i anava emmetzinant el cervells d'una gran quantitat de gent".
Arran del trasllat de Strand a Europa, els serveis d'inteligencia nord-americans van fer un seguiment exhaustiu de les seves activitats, com han revelat amb posterioritat els documents desclassificats obtinguts en virtut de la Freedom of Information Act.

## Exposicions
- Paul Strand: Photographs 1915–1945, Museum of Modern Art, Nova York, 1945[19]
- Paul Strand: Photography and Film for the 20th Century, Philadelphia Museum of Art, Philadelphia, Pennsylvania, 2014
- Victoria and Albert Museum, Londres, 2016; Paul Strand: The Balance of Forces, Fundació Henri Cartier-Bresson, París, 2023
- Fundació Mapfre, Barcelona, 2020–21[20]